# جون دبليو. توماسون
جون دبليو. توماسون هو سياسي أمريكي، ولد في 5 يوليو 1874 في Blair Township, Clay County, Illinois ‏ في الولايات المتحدة، وتوفي في 1953. نشط حزبياً في الحزب الديمقراطي. وقد انتخب عضو مجلس نواب إلينوي ‏.